# All the Same
"All the Same" é uma canção escrita por Emma Anzai, Antonina Armato, Tim James, Shimon Moore, gravada pela banda Sick Puppies.
É o primeiro single do segundo álbum de estúdio, lançado a 3 de Abril de 2007, Dressed Up as Life.
| Parada (2007)                               | Posições |
| ------------------------------------------- | -------- |
| Estados Unidos - Hot Mainstream Rock Tracks | 36       |